# Alphasyllabaire modi

Vers du Dnyaneshwari écrit en modi.

Le modi est une écriture alphasyllabaire indienne peut-être développée au XIIIe siècle par Hemadpant (en). Il a été utilisé pour écrire le marathi jusqu’au XIXe siècle, lorsque le devanagari a été officiellement adopté comme système d’écriture. D’autres langues comme l’ourdou, le kannada, le goudjarati, l’hindi et le tamoul ont aussi été écrites en modi.